# Plectorhinchus chubbi
Plectorhinchus chubbi és una espècie de peix de la família dels hemúlids i de l'ordre dels perciformes.

## Morfologia
Els mascles poden assolir els 75 cm de longitud total.

## Distribució geogràfica
Es troba des de Somàlia, Kenya i l'Índia fins a Port Alfred (Sud-àfrica). També a Indonèsia.